# Визерис I Таргариен
Визерис I Таргариен — персонаж вымышленного мира, изображённого в серии книг «Песнь Льда и Огня» Джорджа Мартина, король Вестероса из валирийской династии Таргариенов. Один из героев книги «Пламя и кровь» и телесериала «Дом Дракона».

## Биография
Согласно Мартину, Визерис принадлежал к королевской династии Таргариенов, которая правила в Вестеросе. Он был старшим внуком короля Джейехериса I, сыном принца Бейлона, который умер от болезни при жизни отца. Визерис стал последним наездником дракона Балериона, прежде принадлежавшего Эйегону Завоевателю, и женился на своей кузине Эйемме Аррен. Согласно решению Великого Совета, он занял Железный трон в 103 году от Завоевания Эйегона и правил 26 лет. Этот король вёл мирную политику, но именно при нём стала неизбежной масштабная гражданская война, известная как Пляска Драконов. Конфликт был связан с династическим кризисом: король завещал престол своей единственной дочери от первого брака Рейенире, но позже женился во второй раз, на Алисент Хайтауэр, и стал отцом Эйегона. Визерис безуспешно пытался примирить «зелёных» (сторонников Алисенты) и «чёрных», которые поддерживали Рейениру. Он умер от болезни в 129 году от Завоевания Эйегона.
Визерис стал одним из персонажей книг Джорджа Мартина «Мир льда и пламени» и «Пламя и кровь», написанных в формате псевдохроники. Его изобразил на своих рисунках художник-иллюстратор Даг Уитли. Визерис появился и в первом сезоне телесериала «Дом Дракона» (2022), где его сыграл Пэдди Консидайн.

## Оценки персонажа
Специалисты считают историческим прототипом Таргариенов датских викингов, завоевавших в IX веке существенную часть Англии. Образ Визериса может быть отчасти основан на биографии английского короля Генриха I Боклерка, после благополучного правления которого тоже развернулась драматичная борьба за престол. Первые рецензенты «Дома Дракона» характеризовали Визериса как человека «доброго, щедрого и великодушного», но отмечали, что зрителям не стоит слишком к нему привязываться: по-видимому, король умрёт ещё в первых сериях. Один из рецензентов отметил, что в сериале Визерис получился «мягким до безобразия» и что у него «плохо запоминающееся лицо одного из тех мужчин, кого называют „мамин пирожочек“». После выхода первых серий король стал популярным персонажем интернет-мемов.